# حسین واعظ کاشفی
کمال‌الدین حسین بن علی سبزواری (۸۴۰ ه‍.ق – ۹۱۰ ه‍.ق) مشهور به مولانا حسین واعظ کاشفی نویسنده، عالم جامع‌العلوم، منجم، مفسر قرآن، ریاضی‌دان و واعظ تأثیرگذار در عصر تیموریان بود. عمده شهرت او به واسطهٔ نگارش مقتل روضة الشهدا است که در دوران صفویه برای اجرای تعزیه و روضه‌خوانی مورد استفاده قرار می‌گرفت. کاشفی تخلص او بود و از آنجا که به وعظ و نصیحت مردم می‌پرداخت به واعظ مشهور شد.
کاشفی در هرات مورد حمایت بی‌دریغ سلطان حسین بایقرا و امیر علی‌شیر نوایی بود و در مدت اقامت در آن شهر به‌طور مرتب در مراکز حساس حکومتی و فرهنگی به وعظ و ایراد سخنرانی می‌پرداخت. آواز و انشای کاشفی آنقدر مورد پسند عامهٔ مردم و اهل علم بود که در مجالس وعظ او جای نشستن پیدا نمی‌شد؛ حتی مقامات بلندپایهٔ حکومتی نیز در مجالس او حاضر می‌شدند. کاشفی در همین شهر و به پشتوانهٔ حمایت سلطان و وزیر، آثار فراوانی را تألیف کرد بگونه‌ای که یکی از شرح‌حال‌نویسان متقدم، آثار او را خارج از حد شمارش خوانده است. امروزه آثار زیادی از کاشفی بر جای مانده که گواهی بر گستردگی دانش و اطلاعات اوست. هفت اثر مشهور او به زعم خواندمیر عبارت‌اند از: جواهر التفسیر، مواهب علّیه، روضة الشهدا، انوار سهیلی، مخزن الانشا، اخلاق محسنی، و سبعهٔ کاشفیه. بسیاری از آثار کاشفی هنوز تصحیح و منتشر نشده‌اند و از برخی تنها نام و نشانی در مآخذ باقی مانده است.
گرایش‌های مذهبی کاشفی همواره مورد سؤال بوده است، حتی در عصر خودش. از ظاهر امر چنین بر می‌آید که کاشفی اهل سنت و پیرو مذهب حنفی بوده است. همچنین تبلیغات وسیع صفویان برای شیعه جا زدن کاشفی، با هدف تثبیت روضة الشهدا به عنوان تنها مرجع مرثیه‌خوانی و اجرای تعزیه انجام می‌گرفت. این روایت، منتقدان جدی نیز دارد که معتقدند رفتار مسالمت‌جویانهٔ کاشفی را می‌توان بر کتمان و مدارا و تقیه حمل کرد که از اصول رفتاری شیعه در طول تاریخ محسوب می‌شود.

## وضعیت زمانه
هرات در اواخر قرن نهم هجری عاری از احساسات شیعی نبود. اغلب طریقت‌های صوفی اهل بیت را گرامی می‌داشتند و نخستین حلقهٔ سلسله‌شان پس از پیامبر به علی بن ابی‌طالب می‌رسید. شور حسینی نیز در جامعه جاری بود. جامی و سایر مشایخ نقشبندیه از سنیان تفضیلی بودند یعنی بدون انکار مشروعیت خلفای راشدین، علی و خاندانش را بیشتر دوست می‌داشتند. سلطان حسین بایقرا و خانواده‌اش و بسیاری از مشایخ و علمای هرات نیز گرایش‌های شیعی داشتند. اما امیر علی‌شیر نوایی، وزیر متنفذ و ادب‌پرور تیموری، سخت دل در گرو تسنن داشت. جنب‌وجوش طریقت‌های صوفی–شیعی و به‌ویژه موفقیت‌های اخیر صفویان در غرب موجب نگرانی امیر از رشد فزایندهٔ تشیع شده بود. خطابه‌های شاه قاسم انوار (۸۳۷–۷۵۷ ه‍.ق)، شاعر صوفی‌مسلک، که به تبلیغ نهضت خداوندگاران اردبیل، شش دهه پیش از ظهور خاندان صفوی می‌پرداخت برای مقامات تیموری دردسرساز شده بود. سخنان انوار نه تنها بر دل درویشان و صوفیان و عامهٔ مردم نشسته بود، که شاهزادگان تیموری را نیز خوش آمده بود. کار چندان بالا گرفت که سرانجام او را در ۸۳۰ ه‍.ق از هرات تبعید کردند. اما این اقدامات برای جلوگیری از رشد تشیع کافی نبود. در اواخر قرن نهم هجری، در سرتاسر دنیای فارسی‌زبان از کاشغر، دهلی، سمرقند، و هرات تا شیراز، تبریز، و بورسه اقبال به طریقت‌های صوفی–شیعی با رویکرد براندازی حکومت، در حال افزایش بود.
اما در اواخر عهد تیموریان که کار دولت رو به ضعف رفته بود، خطر واقعی نه از جانب طریقت‌های صوفی–شیعی، که از جانب قبائل ازبک سنی واقع در استپهای آسیای میانه احساس می‌شد. خواندمیر، تاریخ‌نگار نامدار، در شرح حالش از امیر علی‌شیر نوایی موردی را مطرح می‌کند که به‌روشنی نشانگر نگرانی‌های فرایندهٔ مشایخ هرات از خطر قریب‌الوقوع ازبک‌هاست. او می‌نویسد که امیر علی‌شیر نوایی بالاخره در محرم ۹۰۶ ه‍.ق از سلطان حسین بایقرا اجازه گرفت که به سفر حج برود. اما جمعی از مشایخ و علما و اشراف و اعیان جامعه از جمله کاشفی خدمت امیر رسیده و از او خواستند:

سبب آرامش بلاد خراسان و موجب آسایش طوایف ایشان ذات فایضة البرکات شماست. در این وقت این دیار از وجود با جود سلطان صاحب‌قران خالی است. اگر فرّ حضور فایض النور نیز عاطل ماند، یمکن که فتنه‌هایی روی نماید که تدارک آن در حیّز امکان نیاید، خصوصاً که پادشاه اوزبک بر ماوراءالنهر استیلا یافته و داعیهٔ عبور از آمویه دارد. اکنون چون احوال عراق و شام نیز در غایت پریشانی است و طرق در نهایت ناامنی و به حسب شرع شریف در چنین وقتی حج واجب نیست، التماس این فقیران آن است که یک بار دیگر بر جان خراسانیان منت نهاده امسال از سر این سفر درگذرند و ثواب این خیر را از هفتاد حج پیاده زیاده شمرند.

نوایی «جهت مصلحت عباد» به این خواستهٔ آنان تن داد. اما آنقدر زنده نماند که حج گذارد؛ او تنها یک سال بعد درگذشت. مرگ نوایی ضربه‌ای عظیم بر پیکرهٔ حکومت تیموریان وارد آورد و از آن پس هرات به مدت یک دهه دچار ناامنی و آشوب شد. در سال ۹۰۵ ه‍.ق بداق‌خان، سلطان حسین را در بلخ شکست داده بود. دو سال بعد پسرش، شیبک‌خان ازبک بر سمرقند چیره شد و عملاً به حضور کجدار و مریز تیموریان در ماورای آمودریا خاتمه داد. از دست رفتن پایتخت پیشین تیموریان و فرار شاهزاده‌های تیموری به خراسان در دل مردم هرات ترس افکند. سلطان حسین در ۹۱۱ ه‍.ق درگذشت. شیبک‌خان در محرم ۹۱۲ ه‍.ق هرات را تصرف و پس از در هم شکستن مقاومت ناچیز دو پسر سلطان، سلطهٔ شیبانیان را بر مابقی خراسان تثبیت کرد. ازبکان که اجدادی مغول داشتند، برای مردم خراسان یادآور مصائب و ویرانی‌های ناشی از حملهٔ مغول بودند. همچنین آنان در تسنن تعصب می‌ورزیدند که تحمل این وضعیت برای نخبگان هرات که به مدارامنشی و تساهل تیموریان خو کرده بودند، دشوار می‌نمود.

## زندگی
حسین واعظ کاشفی در سال ۸۴۰ هجری قمری در سبزوار زاده شد. علوم دینی، ریاضی، و خوش‌نویسی را در اوان جوانی آموخت و سپس به عرفان روی آورد. پس از آنکه مدتی را در زادگاهش به وعظ و سخنرانی گذراند به نیشابور و سپس مشهد نقل مکان کرد. گفته می‌شود که در سال ۸۶۰ قمری رؤیایی دید که در آن روح سعدالدین کاشغری — صوفی نقشبندی که به‌تازگی درگذشته بود — او را به آمدن به هرات فرا می‌خواند. در هرات آنچنان تحت تأثیر عبدالرحمان جامی، عارف و شاعر بزرگ فارسی‌زبان و جانشین کاشغری، قرار گرفت که نه‌تنها به طریقت نقشبندی وارد شد بلکه با خواهرش نیز ازدواج کرد. اندکی بعد به سبزوار بازگشت و توسط سلطان ابوسعید، حاکم خراسان در عهد تیموریان، به منصب قاضی‌القضات بیهق منصوب شد. پس از آنکه سلطان حسین بایقرا در هرات به قدرت رسید، در سال ۸۷۴ احتمالاً به دعوت خود سلطان به هرات رفت.
کاشفی در هرات مورد حمایت سلطان حسین و دیگر درباریان قرار می‌گرفت به‌ویژه از جانب علی‌شیر نوایی، ادیب و سیاستمدار برجستهٔ عهد تیموریان، که بسیاری از آثار کاشفی نیز به او تقدیم شده است. سلطان حسین خانقاهی به نام دارالسیاده در سر چهار سوق (بازار مرکزی) بلدهٔ هرات بنا کرد و کاشفی را به سمت شیخ خانقاه برگماشت. کاشفی به‌طور مرتب در مراکز حساس حکومتی و فرهنگی هرات، به اقامهٔ وعظ می‌پرداخت: صبح‌های جمعه در دارالسیاده، پس از نماز جمعه در مسجد جامع علی‌شیر نوایی، سه‌شنبه‌ها در مدرسهٔ سلطانی، چهارشنبه‌ها بر سر مزار پیر مجرد، خواجه ابوالولید احمد، و در اواخر عمر پنج‌شنبه‌ها در حظیرهٔ شاهزاده سلطان احمد میرزا. مجالس وعظ و سخنرانی‌های کاشفی جمعیت زیاد و مشتاقی را به گرد او جمع می‌کرد که عمدتاً به دلیل صدای دلنشین، فصاحت کلام، و توانایی کاشفی در تشریح آیات قرآن و سنت پیامبر به نحوی ساده و شفاف بود.

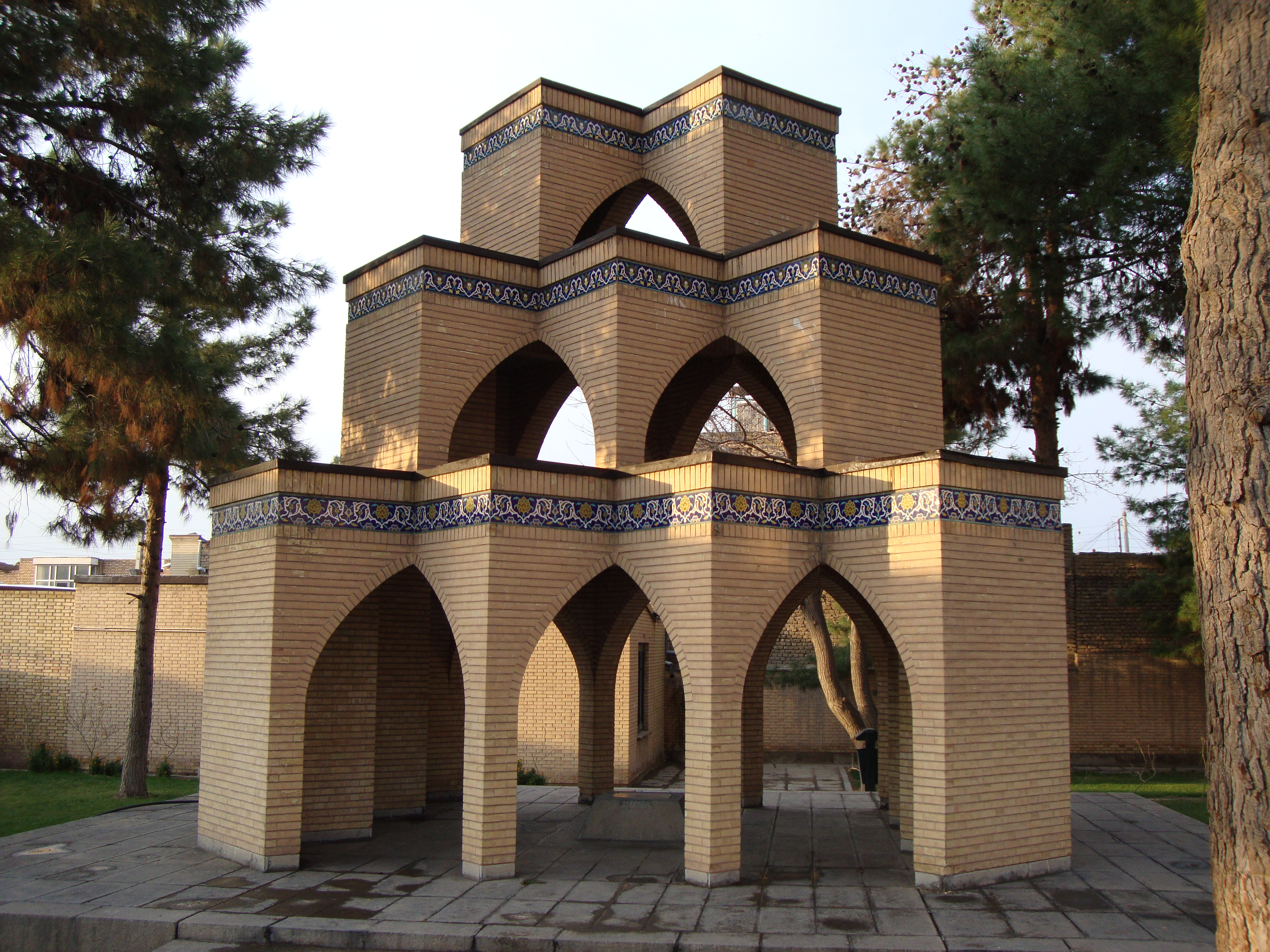
بنای یادبود کاشفی در سبزوار

تخصص اصلی ملاحسین در وعظ و انشا بوده و از قرائن معلوم است که به خوبی از پس این کار برمی‌آمده است. مجالس وعظ ملاحسین به گونه‌ای بوده است که سلطان حسین و سایر درباریان در آن حاضر می‌شدند. امیر علی‌شیر (به قول حکیم شاه محمد قزوینی، مترجم دربار عثمانی) دربارهٔ کاشفی و مجالس وعظ او می‌نویسد:

. . . و مولانا، چنان‌که همه‌کس را معلوم است، واعظی در غایت خوبی است و در عالم، از بنی‌آدم، واعظی به خوبی او نبوده و نیست. و در مجلس وعظ او هرچند که فسیح و گشاده باشد، از کثرت جمعیت مردمان، جای اکثر نیست و از کثرت مزاحمت خلق بیم هلاک بعضی مردمان بوده، و کثرت ازدحام ایشان جهت این است که آواز و انشای مولانا در غایت حسن و لطافت بوده و به حقیقت معنی حضرت داود — علیه‌السلام — در او تجلی نموده و در امت محمدی کسی که صفت داودی بر کمال داشته باشد غیر او نبوده . . .

به گفتهٔ محمدعلی مدرس، مؤلف ریحانة الادب، این موعظه‌ها گاه چنان پرشور بوده که نه تنها مستمعان، خود کاشفی نیز تحت تأثیر قرار می‌گرفت و هنگام تلاوت قرآن مدهوش و بیهوش می‌شد. متن این موعظه‌ها نوشته و بازخوانی می‌شد و حتی به صورت کتاب درمی‌آمد که جامع الستین و روضة الصفا از این قبیل است. سخنرانی‌های کاشفی نه تنها در میان عامهٔ مردم، که میان اهل علم نیز مشهور بود. مجالس وعظ او نه تنها در هرات، که در سبزوار نیز بسیار مورد توجه بود و کاشفی فرصت می‌یافت در مسجد جامع آن شهر، که پس از دورهٔ سربداران رونقی یافته و به مرکز تجمع شیعیان در خراسان مبدل شده بود، موعظه کند. سخنرانی‌های او عمدتاً راجع به تفسیر قرآن بود اما با اشعار زیبا، حکایات دلپسند، انشای بلیغ، و صدای دلنشین همراه می‌شد.
کاشفی بر بسیاری از علوم دوران خویش احاطه داشت و نزد هم‌عصرانش به ذو فنون مشهور بود. خواندمیر، تاریخ‌نویس پرآوازهٔ قرن دهم، به مهارت و خبرگی او در علم نجوم و انشا اشاره می‌کند و می‌افزاید «حالا در دیار خراسان مفسری مانند آن جناب نمی‌توان یافت». کاشفی تقریباً چهل اثر به نگارش درآورد که اکثرشان به فارسی بودند و گستره‌ای از تمام علوم آن زمان را پوشش می‌دادند. کاشفی در تدوین و پراکندن گسترهٔ وسیعی از دانش، از علوم اسلامی گرفته تا علوم خفیه، نقشی اساسی و تأثیرگذار داشت. او تا پایان عمرش در هرات ماند و در سال ۹۱۰ هجری قمری همان‌جا درگذشت. آرامگاه او در هرات و در نزدیکی آرامگاه‌های کاشغری و جامی قرار دارد.
از کاشفی فرزندی به نام فخرالدین علی صفی (۹۳۹–۸۶۷ ه‍.ق) بر جای ماند که او نیز صاحب تألیفاتی چون رشحات عین الحیات و لطائف الطوائف است. کاشفی برای او یک اجازهٔ روایت در پشت نسخه‌ای از صحیفة الرضا نوشت.

## مذهب
مذهب کاشفی همواره مورد سؤال و اختلاف بوده است، حتی در عصر خودش. به نوشتهٔ ماریا سابتلنی، استاد شرق‌شناسی دانشگاه تورنتو، دشوار است در آثار کاشفی که تمامی آن‌ها پیش از پیدایش صفویه در خراسان خلق شدند، مدرکی قانع‌کننده دال بر شیعه بودن او یافت. احترام و حب نسبت به اهل بیت پیامبر از ویژگی‌های معمول و رایج اهل سنت در شرق دنیای اسلام پیش از ظهور صفویه بود. این واقعیت که کاشفی کتاب فتوت‌نامهٔ سلطانی را به خدام حرم علی بن موسی‌الرضا در مشهد تقدیم کرده است (به نام خدام مزار . . . امام تمام . . . و سلطان الاولیا . . . علی بن موسی) را باید به پای همین احترام گذاشت، نه نشانه‌ای مبنی بر پایبندی او به تشیع. در واقع، در مقدمهٔ همان کتاب، کاشفی از چهار خلیفهٔ اهل سنت (ابوبکر، عمر، عثمان، و علی) یاد می‌کند. علاوه بر همهٔ این‌ها، کاشفی سالک طریقت صوفی نقشبندیه بود که این فرقه به تسنن اصرار دارد و کوشیده تا از بدعت‌های صوفیانه بدور باشد، به‌ویژه تحت رهبری خواجه عبیدالله احرار. در میان فرق صوفیه، نقشبندیه تنها فرقه‌ای است که سرسلسله‌اش را ابوبکر دانسته است. کاشفی حتی رساله‌ای در باب تبارشناسی مشایخ طریقت نقشبندی نیز به نگارش درآورد. همچنین کاشفی اهل فتوت بوده و شیخ طریقت او نورالدین احمد بن محمد قاینی نام داشته است، که به نظر می‌رسد پسر جلال‌الدین قاینی — فقیه، واعظ، و محدث مشهور حنفی در هرات — بوده باشد. با توجه به اینکه کاشفی از جانب مقامات تیموری به سمت قاضی‌القضات شریعت در ولایت بیهق منصوب شده بود و بعداً نیز از جانب سلطان حسین بایقرا عهده‌دار سمت شیخ خانقاه دارالسیاده در هرات شد، بعید به نظر می‌رسد که کاشفی شیعه بوده باشد. حکیم شاه‌محمد قزوینی، یکی از مترجمان مجالس النفائس علی‌شیر نوایی که تقریباً هم‌عصر او نیز بوده است مؤکداً اظهار می‌کند که «مولانا سبزواری است و لیکن از رفض ایشان عاری است و از مذهب باطل ایشان بری و لیکن از تهمت بری نیست». این قول حکیم شاه‌محمد قزوینی را نباید بی‌چون‌وچرا قبول کرد چرا که او مجالس النفائس را برای سلیم دوم، سلطان سنی‌مذهب عثمانی، ترجمه کرده است.
جواد عباسی، مصحح جواهر التفسیر، می‌نویسد که کاشفی به «عقاید بنیادین تشیع» گرایش داشته، گرچه در هرات و در عهد تیموریان مجالی برای اظهار این مذهب نبوده و کاشفی لاجرم به «کتمان و مدارا و تقیه» متوسل شده است. او استدلال می‌کند که زادگاه کاشفی سبزوار بود و این شهر در قرون اولیهٔ اسلامی مهم‌ترین پایگاه تشیع در خراسان بزرگ بود. صِرف تولد و رشد و نمو کاشفی در این شهر، دلیلی مهم بر شیعه بودن اوست. همچنین کاشفی در خانواده‌ای از شیعیان اهل علم بزرگ شد و پدرش خود راوی حدیث بود و کاشفی در محضر او درس آموخت. کاشفی و پدرش اجازه‌نامه‌ای برای قرائت صحیفهٔ رضویه داشتند که در زمرهٔ کتب شیعه قرار دارد. به گفتهٔ عباسی داشتن اجازهٔ روایت تا اواخر دورهٔ صفویان چیزی در حد اجازهٔ اجتهاد بوده است. او عبارت‌های تمجیدآمیز کاشفی نسبت به اهل بیت در آثارش را بیشتر از یک احترام ظاهری می‌پندارد و به عنوان مثال از اسرار قاسمی شاهد می‌آورد «مظهر عجایب و مظهر غرایب، وارث مرتبهٔ هارونی و مدرس مدرسهٔ سلونی، مطلع انوار الرضا علی المتقی المرتضی، علی محمد و اهل بیته جلائل الصلوات و کرائم التحیات . . .». کاشفی کتاب روضة الشهدا را در مصائب اهل بیت، به‌ویژه حسین بن علی، به سال ۹۰۸ قمری یعنی دو سال پیش از وفات به سبک و سیاق شیعیان نوشت. عباسی در رد سنی (حنفی یا شافعی) بودن کاشفی می‌نویسد که ادب او نسبت به اصحاب و خلفای راشدین نکتهٔ غریبی نیست و از علمای حلیم به دور نیست. او دلیل رفتن کاشفی به هرات را رؤیایی می‌داند که در مشهد به خواب دیده بود و دلیل ماندن او در هرات را مرکزیت آن شهر در علم و فرهنگ و هنر در آن زمان ذکر می‌کند. پیدایش و رشد مکتب هرات به پشتیبانی حکام هنرمندنواز تیموری، تنها نمونه‌ای از ثمرات حمایت‌های هنرمندان و اهالی علم و ادب به دست تیموریان بود. کاشفی در جواهر التفسیر مذهب حنفی را فرقهٔ ناجیه می‌خواند. به عقیدهٔ عباسی این عبارت از آنجا نشئت می‌گیرد که کتاب به درخواست و با پشتوانهٔ مالی امیر علی‌شیر نوایی در شهر هرات تألیف شد و لاجرم به خوشامد آنان چنین گفته شده است. او حتی انتساب کاشفی به صوفیان نقشبندی را خدشه‌پذیر می‌داند و یکی از دلایلش را عدم ذکر نام او در کتاب رشحات عین الحیات در احوال مشایخ نقشبندی به نگارش پسرش، فخرالدین علی صفی، و نیز سایر کتب مشابه می‌داند.
مردم هرات که بیشتر اهل سنت بودند، کاشفی را به تشیع متهم می‌کردند و بالعکس در سبزوار که از پایگاه‌های تاریخی و سنتی شیعیان به حساب می‌آید، او را سنی می‌پنداشتند. برخی از مستمعان از مضامین موعظه‌های کاشفی در هرات بوی بدعت می‌شنیدند که به مذاقشان خوش نمی‌آمد. در مجالس النفائس علی‌شیر نوایی آمده که روزی کاشفی وعظ می‌گفته، یکی از شنوندگان این بیت مشهور حافظ را بر کاغذی نوشته، به دست او داده و خود به‌سرعت غایب گشت:
| واعظان کین جلوه در محراب و منبر می‌کنند |  | چون به خلوت می‌روند آن کار دیگر می‌کنند |

کاشفی به محض گشودن کاغذ و خواندن بیت، آنچنان خشمگین شده که از کثرت قهر و قضب دو ماه ترک وعظ کرد. جالب‌تر اینکه ارتباط کاشفی با سران اهل سنت در دارالسیادهٔ هرات، موجب شده بود که اهالی سبزوار نیز به او بدگمان شوند. قاضی نورالله شوشتری در مجالس المؤمنین نوشته است روزی کاشفی مشغول وعظ در جامع سبزوار بود و از دوازده هزار مرتبه نزول جبرئیل بر محمد سخن می‌گفت. ناگهان پیرمردی عصا در دست، در مقام امتحان او برآمد و خواست سؤالی بپرسد که کاشف حال اعتقاد مظنون او باشد. از او پرسید که جبرئیل چند مرتبه بر علی نزول نمود. کاشفی متحیر ماند که اگر بگوید که جبرئیل بر علی ابن ابی‌طالب نازل شد، به‌ظاهر دروغ گفته باشد، و اگر گوید که نازل نشد بر او نسبت تسنن خواهند بست و «آن پیر صافی‌ضمیر، عصای تعزیر بر سر او خواهد شکست». او پاسخ داد که با توجه به حدیث نبوی «أنا مدینةُ العلمِ و علیٌ بابُها» جبرئیل بیست‌وچهار هزار مرتبه بر علی نزول نموده است چون اگر جبرئیل دوازده هزار مرتبه به مدینهٔ علم درآمده باشد، باید بیست‌وچهار هزار بار دررفتن و آمدن به علی که باب مدینه است وارد شده باشد.
مشغول شدن بیش از حد محققان به این موضوع مناقشه‌برانگیز، مانع از آن شده است که به سهم و نقش مهم کاشفی در پژوهش بر روی منابع قدیمی که در نگارش روضة الشهدا به کار گرفته شده‌اند و عمدتاً نیز به زبان عربی هستند پرداخته شود. به نوشتهٔ سابتلنی به نظر می‌رسد که صفویان کاشفی را مال خود کردند و او را یک شیعه جا زدند تا اتخاذ روضة الشهدا به عنوان نمایشنامه‌ای استاندارد برای اجرای تعزیه را توجیه کنند. در واقع اصطلاح روضه‌خوانی که امروزه به ذکر و بازگویی مصیبت‌های روا رفته بر حسین بن علی و یارانش در نبرد کربلا گفته می‌شود از عنوان کتاب روضة الشهدا گرفته شده است.

## آثار

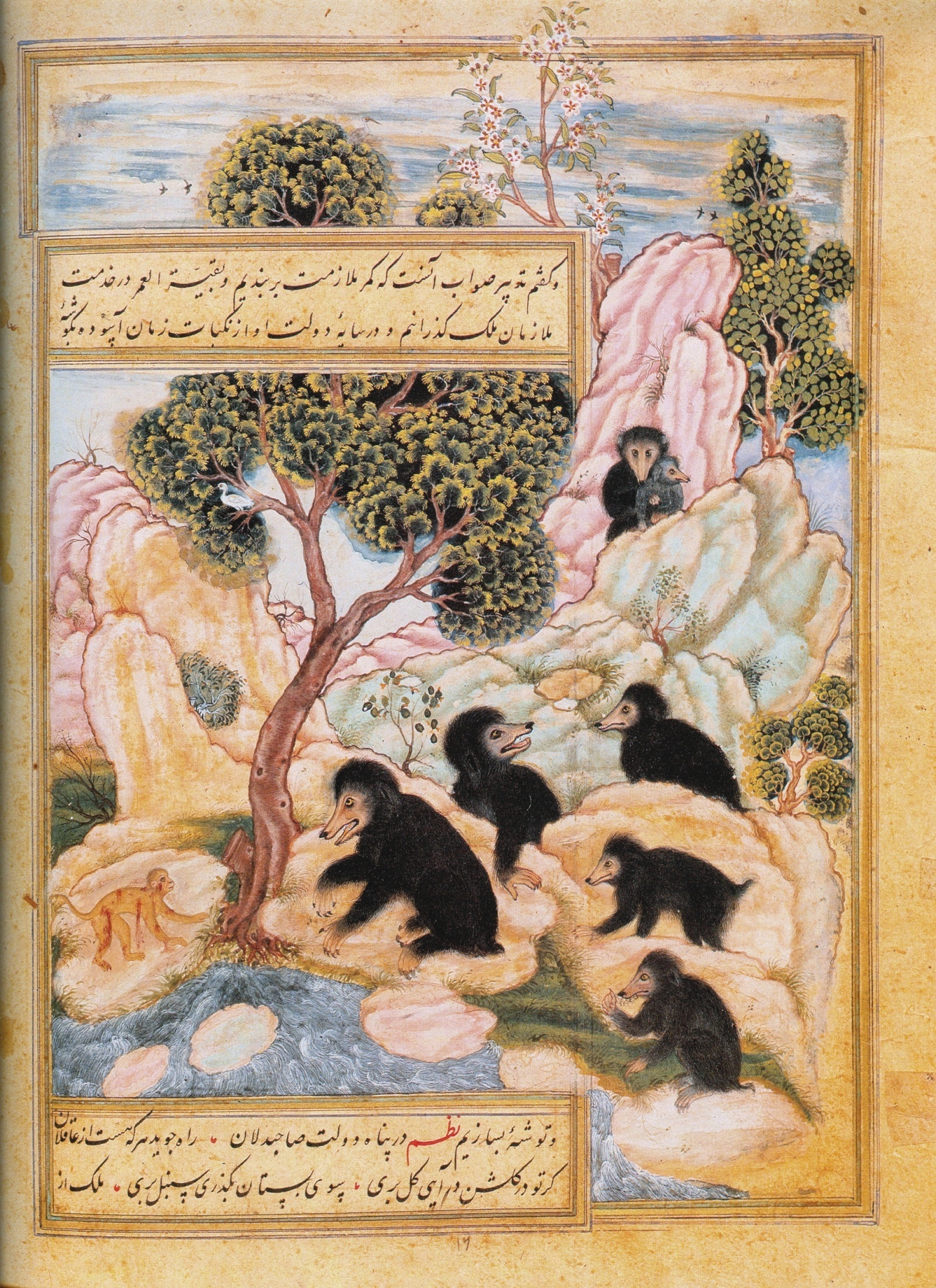
میمون فداکار در حال فریفتن خرسان جهت بردن آنان به بیابان مردآزمای و هلاک کردن ایشان به شعلهٔ سَموم، مینیاتوری از نسخهٔ خطی انوار سهیلی موجود در کتابخانهٔ مدرسه مطالعات مشرق‌زمین و آفریقا در لندن

آثار بر جای مانده از کاشفی گواهی بر گستردگی دانش و اطلاعات اوست. از لحاظ گستردگی آثار و دانش، کاشفی قابل قیاس با جلال‌الدین سیوطی، دانشمند مسلمان مصری هم‌دوره‌اش، است که دربارهٔ گسترهٔ وسیعی از علوم عهد خود، از علوم قرآنی گرفته تا داروشناسی و حتی شهوت‌نگاری، قلم زد. حتی کاشفی را می‌توان با جووانی پیکو دلا میراندولا، از فیلسوفان ایتالیایی عصر رنسانس، قیاس کرد که بر علوم متنوعی، به‌ویژه علوم خفیه، تسلط داشت و به عنوان اولین کابالیست مسیحی شناخته می‌شود. چنین می‌نماید که کاشفی آگاهانه در پی خلق مجموعه کتاب‌هایی بوده است که کتابخانهٔ هر فرد فرهیخته در آن زمان را بسنده باشد و از این لحاظ نیز کار او بی‌شباهت به سیوطی نیست که خود را مأمور گردآوری و انتقال میراث فرهنگی آن عصر به آیندگان کرده بود تا مبادا بر اثر غفلت دیگران، آن میراث گرانبها از کف برود. محققان خلق ۴۰ اثر را به کاشفی نسبت می‌دهند. تعدد این آثار را می‌توان شاهدی بر این مدعا پنداشت که کاشفی در پی جمع‌آوری و حفظ اطلاعات دانش‌پژوهانه و ارزشمند آن دوران بوده است.
به زعم خواندمیر و دیگر نویسندگان هم‌دوره‌اش مهم‌ترین آثار کاشفی عبارت‌اند از: جواهر التفسیر، مواهب علّیه، روضة الشهدا، انوار سهیلی، مخزن الانشا، اخلاق محسنی، و سبعهٔ کاشفیه. بسیاری از آثار کاشفی هنوز ویراستاری و تصحیح نشده‌اند و فقط به صورت نسخه‌های خطی یا در بهترین حالت به صورت چاپ سنگی در دسترس‌اند. تاریخ نگارش بسیاری از آن‌ها نیز مشخص نیست.
آثار کاشفی عقاید و گرایش‌های طبقهٔ فرهیخته و ممتاز خراسان در عهد تیموریان را به خوبی منعکس می‌کند. کاشفی خود پایه‌گذار این گرایش‌ها نبود اما با چیره‌دستی تمام ارزش‌ها و هنجارهای کلیدی دوران خود را ضبط و ثبت کرده است. این گرایش‌ها و هنجارها را می‌توان در سه دسته خلاصه و دسته‌بندی کرد: ۱) تمایل به علوم خفیه؛ ۲) تأکید بر اخلاقیات و رفتارهای اخلاقی (در حوزهٔ سیاست، دین، و جامعه)؛ و ۳) پذیرش کارایی و مفید بودن ساختار طبقاتی جامعه. تمامی آثار کاشفی در زمرهٔ یکی از دسته‌بندی‌های فوق قرار می‌گیرند.
علوم خفیه در میان آثار کاشفی سهم معتنابهی دارند. گرچه تخلص «کاشفی» (به معنای آشکارکننده) از تمایل ضمنی او به عرفان و علم غیب حکایت می‌کند، این سهم قابل توجه علوم خفیه را باید بیشتر انعکاسی از واقعیت علم در آن زمان دانست تا گرایش‌های شخصی کاشفی. در سده‌های نهم و دهم هجری تعلیم و تعلم علوم خفیه در دنیای اسلام بسیار متداول بود.
تقریباً همهٔ آثار کاشفی به زبان فارسی است. این نکته از این لحاظ حائز اهمیت است که در قرن دهم و نهم و حتی قبل از آن، هیچ عالم بزرگ، محدث، یا فقیهی یافت نمی‌شود که ده‌ها کتاب نوشته باشد ولی هیچ‌کدام از آن‌ها به عربی نباشد. این موضوع شاید ناشی از روح زمانهٔ آن ایام باشد که به فارسی‌نویسی تمایل داشت یا حتی شاید ناشی از ذوق شخصی خود کاشفی بوده باشد وگرنه کاشفی نه تنها به زبان عربی تسلط داشت که توان عربی‌نویسی بالایی نیز داشت. نوشته‌های او نیز همواره خوش‌خط، ساده، و همه‌کس‌فهم بود.

### تصحیح و منتشر شده

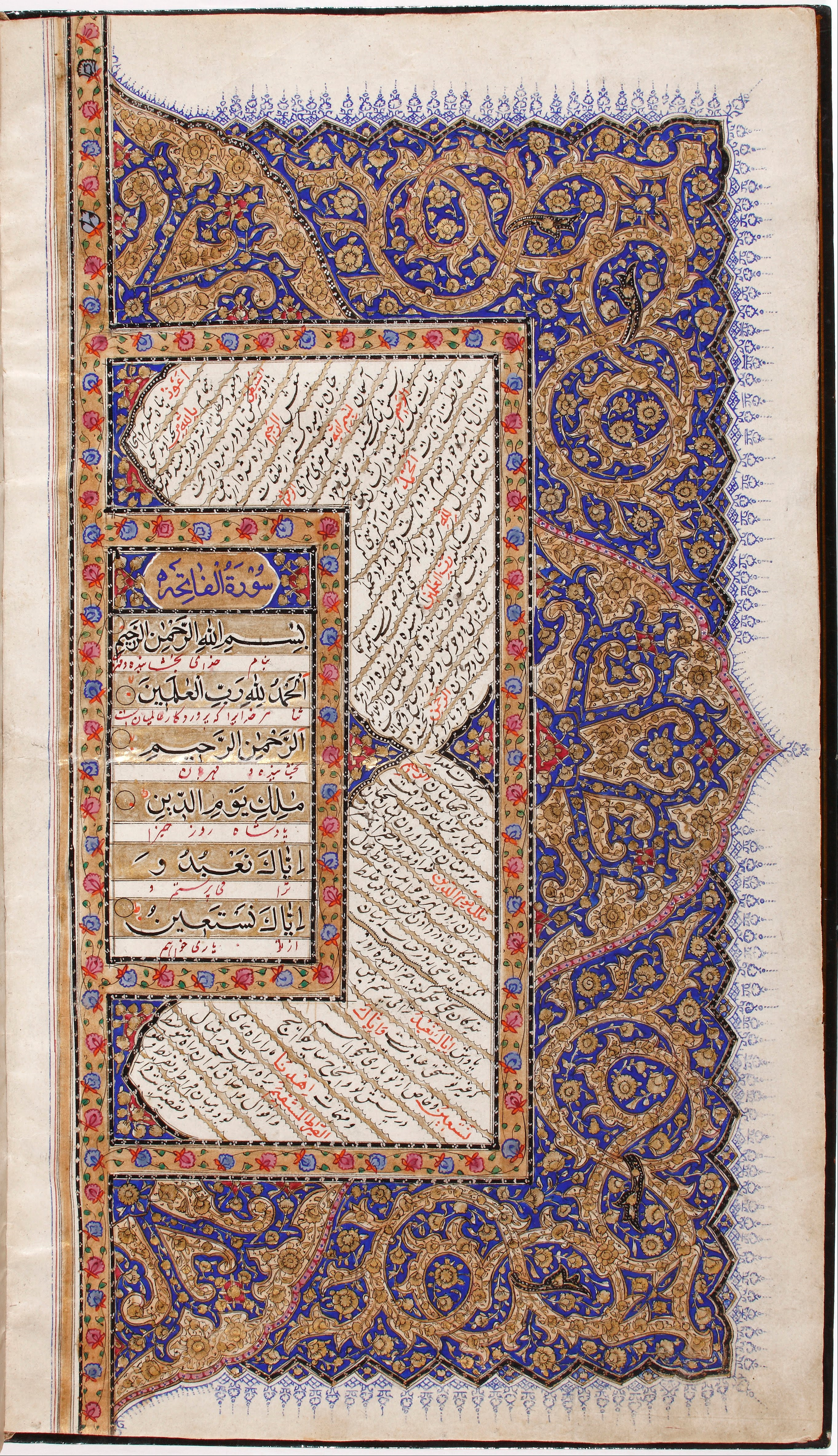
برگه‌ای از جواهر التفسیر

- اخلاق محسنی: رساله‌ای در باب اخلاقیات و کشورداری در چهل فصل که نگارش آن در سال ۹۰۷ به پایان رسید و به سلطان حسین تقدیم شد، گرچه در اصل برای کمک‌کردن به پسر سلطان، ابوالمحسن میرزا نوشته شده بود و در عنوان کتاب نیز به نام او اشاره شده است.
- اسرار قاسمی: رساله‌ای در باب علوم خفیه که در سال ۹۰۷ و به نام جلال‌الدین امیر سید قاسم، از امرای دولت و نقیب علویان، به نگارش درآمد. کاشفی این کتاب را با کلمات و حروف رمز و با نثری دشوار نوشت تا فقط برای خواص قابل استفاده باشد. پسرش، فخرالدین علی صفی، کتابی به نام کشف الاسرار در ساده‌سازی آن نوشت.
- الرسالة العلیة فی الاحادیث النبویة: تفسیری بر چهل حدیث نبوی در هشت فصل که نگارش آن در سال ۸۷۵ به اتمام رسید و به نقیب سیدان سبزوار، شمس‌الدین ابوالمعالی علی مختار نسابه عبیدی، تقدیم شده است.
- انوار سهیلی: شرح و نقد منثور کلیله و دمنه در چهارده فصل که به سفارش و درخواست امیر نظام‌الدین شیخ احمد سهیلی نوشته شد و همان‌طور که از عنوان کتاب نیز بر می‌آید به سهیلی تقدیم شده است.
- بدایع الافکار فی صنایع الاشعار: رساله‌ای در باب شعر فارسی و علوم بلاغی که به نام شجاع‌الدین امیر سید حسین نوشته شده بود.
- جواهر التفسیر لتحفة الامیر: تفسیر قرآن در ۲۲ فصل که به نام علی‌شیر نوایی، حامی همیشگی کاشفی، نوشته شد. ظاهراً تنها یک جلد از آن در سال ۸۹۰ تکمیل شد و جلد دوم که نگارش آن در سال ۸۹۲ آغاز شده بود ناتمام باقی ماند.
- رسالهٔ حاتمیه: رساله‌ای پیرامون حاتم طایی، از بزرگان عرب پیش از اسلام، که در سال ۸۹۱ به نام سلطان حسین بایقرا نوشته شد.
- روضة الشهدا: مقتلی در ده فصل که عمدتاً بر سرگذشت حسین بن علی و وقایع حزن‌انگیز کربلا متمرکز است و نگارش آن در سال ۹۰۸ به انجام رسید. این اثر به سید عبدالله میرزا، مشهور به سید میرزا و همسر دختر سلطان حسین، تقدیم شده است. برخی از منابع از او با نام میرزا مرشدالدین عبدالله یاد کرده‌اند و او را برادرزاده یا خواهرزادهٔ سلطان می‌دانند. روضة الشهدا را محمد فضولی تحت عنوان حدیقة السُعَدا به ترکی برگردانده است.
- زاد المسافرین: رساله‌ای منظوم در قالب مثنوی
- سبعهٔ کاشفیه: رساله‌ای دربارهٔ اخترشناسی و طالع‌بینی که خود متشکل از هفت کتاب است: مواهب زحل، میامن المشتری، سواطع المریخ، لوامع الشمس، مباهج الزهره، مناهج العطارد، و لوایح القمر یا اختیارات النجوم. خواندمیر به هنگام برشمردن آثار کاشفی تنها به اختیارات النجوم اشاره می‌کند که در سال ۸۷۸ و برای وزیر تیموری، مجدالدین محمد خوافی نگاشته شد. در واقع این تنها کتابی از سبعهٔ کاشفیه است که بر جای مانده.
- شرح کتاب السرور فی علم الصنعة
- شرح مثنوی: تفسیری بر مثنوی معنوی مولوی به همراه ده مقاله در شرح حال مشایخ، به‌ویژه مشایخ طریقت مولویه، و نیز شرح اصطلاحات تصوف
- صحیفهٔ شاهی: به گفتهٔ علی‌نقی منزوی گزیدهٔ مختصری از مخزن الانشا است که به سلطان حسین تقدیم شد. تاریخ تألیف آن به گفتهٔ ذبیح‌الله صفا ۹۰۷ ه‍.ق و به گفتهٔ جلالی نائینی پس از آن است.
- فتوت‌نامهٔ سلطانی: رساله‌ای در باب فتوت و آداب آن و رابطه‌اش با تصوف در ایران. گاهی در صحت انتساب این اثر به کاشفی به دیدهٔ شک نگریسته می‌شود.
- لب لباب مثنوی: گلچین و گزیده‌ای مختصر از مثنوی معنوی که در سال ۸۷۵ گردآوری شد.
- مخزن الانشا: رساله‌ای در باب فن نامه‌نگاری به زبان فارسی که در سال ۹۰۷ و به نام علی‌شیر نوایی به نگارش درآمد و به سلطان حسین تقدیم شد.
- مرصد الاسنی فی استخراج اسماء الحسنی: به گفتهٔ ماریا سابتلنی رساله‌ای در باب اسماء الهی و به گفتهٔ جواد عباسی دربارهٔ علم حروف به قرینهٔ اصطلاحاتی چون «استخراج» که خاص آن علم می‌باشد.
- مواهب علیه یا تفسیر حسینی: تفسیری مشهور از قرآن که مابین سال‌های ۸۹۷ و ۸۹۹ و به نام علی‌شیر نوایی به رشتهٔ تحریر درآمد.[۶][۲۳]
- جامع الستین: تفسیر سورهٔ یوسف

این تفسیر متعلق به سوره یوسف (ع) و تألیف ملاحسین کاشفی است. چنان‌که از مقدمه کتاب برمی‌آید مصنف مطالب کتاب را املاء نموده و جمعی می‌نوشته‌اند و چون تفسیر سوره خاتمه یافته، مقدمه‌ای به قلم خود بر آن نگاشته و به مناسبت اینکه آیات سوره را در شصت فصل تفسیر کرده، آن را «جامع الستین» نام گذارده و برای بیان مراد و تشریح کامل، توضیحات و استشهاداتی از آیات دیگر و اخبار و قصص و حکایات آورده و به اشعار فارسی مزیّن ساخته و به‌راستی کتابی عرفانی و تاریخی و اخلاقی و ادبی است.

### منتشرنشده
بسیاری از آثار کاشفی تصحیح و چاپ نشده‌اند. برخی از آثار چاپ‌نشدهٔ او عبارتند از:
- آینهٔ سکندری یا جام جم: رساله‌ای در باب علم حساب، حاوی هشت جدول و بیست دایره
- النقاوة فی الادب التلاوة
- التحفه العلیه فی علم الحروف و بیان اسرارها
- تحفة الصلوات: رساله‌ای  در ارزش صلوات
- دیوان کاشفی: گزیده‌ای از اشعار کاشفی
- رساله در علم اعداد: رساله‌ای در باب عددشناسی
- رساله در اوراد و ادعیه: شرح داروها
- رسالهٔ علویه: به نام عبیدالله احرار، شیخ نقشبندی
- طبقات خواجگان نقشبندیه: تبارشناسی معنوی شیوخ طریقت صوفی نقشبندیه
- فضل الصلواة علی النبی
- فیض النوال فی بیان الزوال: احتمالاً در بیان تعیین وقت ظهر
- ما لابد منه فی المذهب: پرسش و پاسخ در دین
- مجالس الوعظ: مجموعه‌ای از موعظه‌های منسوب به کاشفی
- مختصر الجواهر: چکیده‌ای از جواهر التفسیر که اولین بار قاضی نورالله شوشتری، تألیف آن را به کاشفی نسبت داد و بعداً صاحب ریاض العلما و صاحب روضات و صاحب ذریعه و دیگران چنین ادعایی را مطرح کردند اما به اعتقاد جواد عباسی، مصحح جواهر التفسیر، چنین کتابی وجود خارجی نداشته و بر اثر یک اشتباه به وجود آمده و به‌تدریج دارای یک شناسنامهٔ کامل شده، بدون آنکه کسی آن را دیده یا خوانده باشد. استدلال او این است که جواهر التفسیر فقط شامل ۵ جزء اول قرآن می‌شود، حال آنکه قائلان به مختصر الجواهر آن را شامل همهٔ قرآن دانسته‌اند، ولی خلاصه کردن مطلب نانوشته ممکن نیست. در ثانی، کسی این کتاب را ندیده و نخوانده و فقط به نقل از دیگران درباره‌اش نوشته‌اند. ثالثاً حجمی که برای مختصر الجواهر ذکر کرده‌اند تقریباً برابر مواهب علیه است.
- مرآة الصفا فی صفات المصطفی: شرح صفات و خصایص ظاهری محمد
- معارف الیقین
- مفاتیح الکنوز: رساله‌ای در باب کیمیاگری
- مناقب الاولیاء: شرح زندگانی بزرگان صوفیه
- منهاج الولایة
- میامن الاکتساب فی قواعد الاحتساب: رساله‌ای در باب وظایف محتسب[۶][۲۳]

### اشعار
کاشفی همچون بسیاری از علمای قرن دهم به بعد، شعر نیز می‌سرود و از تخلص «کاشفی» استفاده می‌کرد. او کتاب بدایع الافکار را در باب فنون بلاغی نوشت و نشان نسخه‌ای خطی با عنوان «دیوان کاشف» در فهرست مشترک نسخه‌های خطی فارسی پاکستان به کوشش احمد منزوی به‌دست آمده که هنوز تصحیح و منتشر نشده است.
امیر علی‌شیر نوایی بیت زیر را به عنوان مطلع یکی از اشعار او معرفی می‌کند:
| سبز خطا ز مشک تر غالیه بر سمن مزن |  | سنبل تاب‌داده را بر گل و نسترن مزن |

قاضی نورالله شوشتری نیز دو بیت زیر را در اثبات شیعه بودن کاشفی می‌آورد:
| ذریتی سؤال خلیل خدا بخوان            |  | وز لایَنالُ عَهد جوابش بکن ادا    |
| گردد تو را عیان که امامت نه لایق است |  | آن را که بوده بیشتر عمر در خطا |

کاشفی در سرودن شعر پیرو آثاری چون حدائق السحر فی دقائق الشعر نوشتهٔ رشیدالدین وطواط و المعجم فی معاییر اشعار العجم نوشته شمس قیس رازی بود. اشعار او همانند ایراد خطابه‌هایش که بیانی فریبنده داشت، مورد پذیرش همگان بود.

## جایگاه

### در ادبیات
محمدتقی بهار در سبک‌شناسی نثر کاشفی را متقن دانسته است. به گفتهٔ او کاشفی گاه ساده و موجز می‌نویسد خاصه در کتب علمی و گاه از سعدی و گلستان تقلید می‌کند مانند روضة الشهدا و اخلاق محسنی ولی پیشرفت چندان در فن نثر صنعتی ندارد چون به عقیدهٔ او هیچ مقلدی در این امر پیشرفت نکرده است.

## منبع‌شناسی
علمای گذشته که از کاشفی یاد کرده‌اند، چه صاحب‌نظران و چه راویان نظر، همگی از او تمجید کرده‌اند:
- غیاث‌الدین خواندمیر (۹۴۱–۸۸۰ ه‍.ق): قدیمی‌ترین و کامل‌ترین شرح حال کاشفی متعلق به تاریخ‌نویس معتبر و معاصر او، خواندمیر است که در مآثر الملوک، خلاصة الاخبار، و حبیب السیر به شرح حال او پرداخته است. دو کتاب اولی تقریباً ۵ سال پیش از مرگ کاشفی نوشته شده‌اند لذا حاوی گزارشی عینی از دوران کمال و پختگی کاشفی هستند و کتاب آخر سال‌ها پس از مرگ کاشفی و به سر آمدن دوران تیموریان نوشته شده لذا گزارشی صادقانه است. حبیب السیر معروف‌ترین اثر خواندمیر است و مطالب آن در شرح کاشفی، به مأخذ اصلی تذکرهنویسان قدیم و تاریخ ادبیات‌نویسان جدید مبدل شده است.[۲۷]
- امیر علی‌شیر نوایی: از حامیان اهل قلم و شخص کاشفی بود  و تذکره‌ای دربارهٔ شعرای دربار هرات به نام مجالس النفائس به زبان ترکی نوشت که شرح حال کاشفی را نیز در آن آورد. مجالس النفائس اندکی پس از نگارش دو بار به فارسی ترجمه شد، اولی توسط سلطان محمد فخری هراتی به نام لطائف‌نامه در دربار صفویان و دومی توسط حکیم شاه محمد قزوینی در دربار عثمانیان. طرح کلی دو ترجمه یکسانند اما دومی دقیق‌تر و کامل‌تر است.[۲۸]
- قاضی نورالله شوشتری: از علمای مشهور شیعه که تقریباً یک قرن پس از کاشفی می‌زیسته است و چون به عصر کاشفی نزدیک بوده، مکتوبات بیشتری از او را دیده و شنیده‌های بیشتری از او را نقل کرده است. او با ذکر قصیده‌ای از کاشفی در مدح علی بن ابی‌طالب مستقیماً به اشعار امروزه ناموجود کاشفی اشاره می‌کند.[۲۹]
- حاجی خلیفه: در دو کتاب کشف الظنون و تقویم التواریخ که مترجم دومی به فارسی ناشناس است.[۳۰]
- میرزا عبدالله افندی اصفهانی (م ۱۱۳۰ قمری): در ریاض العلما[۳۱]
- میرزا محمدباقر موسوی خوانساری: در روضات الجنات فی احوال العلماء و السادات[۳۲]
- رضاقلی خان هدایت در ریاض العارفین[۳۳]
- محمدعلی مدرس در ریحانة الادب فی تراجم المعروفین بالکنیه و اللقب، یا کُنی و القاب که همین شرح در لغت‌نامهٔ دهخدا نیز تقریباً به‌طور کامل ذیل مدخل کاشفی نقل شده است.[۹]